# Molnár Attila Károly
Molnár Attila Károly (Kaposvár, 1961 –) magyar vallásszociológus, konzervatív eszmetörténész.

## Pályafutása
1980–1985 között az ELTE Bölcsészettudományi Kar történelem-szociológia szakon tanult. 1985–1988 között a Magyar Tudományos Akadémia (MTA) TMB aspiráns ösztöndíjasa (doktorandusz) volt. 1988-tól az ELTE Szociológia Tanszékén, illetve a közben megalakult Szociológia Intézet Elmélettörténet Tanszékén volt tanársegéd. 1989-ben az ELTE BTK-n bölcsészdoktori fokozatot szerzett. 1995–2000 között a Miskolci Egyetem Szociológia Tanszékén adjunktus, majd docens. 1995-től, megszakítással, a Pázmány Péter Katolikus Egyetem (PPKE) Szociológia Intézetének és a Filozófia Intézetének oktatója. 1996-ban az MTA TMB kandidátusa. 1997-ben lett az ELTE-n egyetemi docens. 2005-ben habilitált a PPKE BTK-n Edmund Burke-ről írott disszertációjával.
Időközben számos külföldi egyetem vendégtanára volt.
2012 februárjában etikai vizsgálat után távozni kényszerült a PPKE-ról, miután 2011 decemberében az általa kommentelésre használt internetes álnéven valaki (Molnár Attila Károly szerint nem ő) egy hozzászólásban Petschauer Attila meggyilkolását „durva és rosszul elsült szívatásnak” nevezte, ami „férfitársaságban” előfordul. 2012 novemberében Semjén Zsolt plágiumügye kapcsán irányult rá közfigyelem.

## Művei
- A „protestáns etika” Magyarországon (Ethnica, Debrecen, 1994)
- Feljegyzések a kaotikus fegyházból (Kairosz, 1999)
- Edmund Burke (Századvég, 2000)
- Magyar konzervatív töprengések. A posztkommunizmus ellen. (Attraktor, Máriabesnyő-Gödöllő, 2004) Lánczi Andrással, Orbán Krisztiánnal és Orbán Miklóssal közösen.
- A jó rendről (Gondolat–Barankovics István Alapítvány, 2010) ISBN 9789636932770
- Eszme és történet. A Molnár Tamás Kutató Központ tanulmánykötete, 2014; szerk. Ekert Mária, Molnár Attila Károly; NKE Molnár Tamás Kutatóközpont, Bp., 2014
- A szabadságolt lelkiismeret I-II.; Barankovics István Alapítvány–Gondolat, Bp., 2014–2016
- Teremtés – politika és művészet. A Molnár Tamás Kutató Központ tanulmánykötete, 2015; szerk. Ekert Mária, Molnár Attila Károly; NKE Molnár Tamás Kutató Központ, Bp., 2015
- A tanácskozó demokrácia és a megváltó csevegés; Nemzeti Közszolgálati Egyetem Molnár Tamás Kutató Központ, Bp., 2014
- Fogalomtörténet Koselleck után. A politikai nyelv kutatásának kortárs módszertana és gyakorlata; szerk. Molnár Attila Károly, Nagy Ágoston, Pap Milán; Nemzeti Közszolgálati Egyetem Molnár Tamás Kutatóközpont, Bp., 2016